# Médon (héraut d'Ithaque)
Pour les articles homonymes, voir Médon.
Selon la mythologie grecque, dans l'Odyssée, Médon est un héraut (messager) de la maison d'Ulysse.
Il est nommé une première fois quand il révèle à Pénélope le complot des prétendants contre Télémaque, parti s'enquérir de son père Ulysse.
Au retour d'Ulysse à Ithaque, Télémaque lui faisant le décompte de ses ennemis, il y inclut Médon, ce qui nous interroge sur sa fidélité à son roi... Toutefois, un peu plus loin, dans le même chant, Médon informe de nouveau Pénélope d'un projet d'assassinat contre Télémaque. Au chant suivant, on apprend par contre que Médon est le héraut préféré des prétendants et leur compagnon de table.
Au temps de la vengeance d'Ulysse, Télémaque demande à Ulysse d'épargner Médon car il a pris soin de son enfance. Médon, de son côté, demande grâce aussi, ce qui lui est accordé.
Au dernier chant, c'est Médon qui, le premier, essaie de mettre en garde le peuple d'Ithaque quand Eupithès veut organiser des représailles contre Ulysse qui a tué tous les prétendants, dont son fils.